# Alexander Enmann
Alexander Enmann (* 20. Augustjul. / 1. September 1856greg. in Pernau; † 1. Julijul. / 14. Juli 1903greg. in St. Petersburg) war ein deutsch-baltischer Althistoriker.

## Leben
Enmann, der Sohn des Arztes und Hofrats Theodor Wilhelm Enmann, studierte von 1874 bis 1880 Geschichte an der Kaiserlichen Universität Dorpat. Von 1883 bis 1897 war er Bibliothekar der Akademie der Wissenschaften in St. Petersburg. Zugleich war er Lehrer der Geschichte an der St. Katharinen-Schule (1885–88) und an der Schule der Reformierten Gemeinden in St. Petersburg (1888–1903).
Auf ihn geht die Entdeckung der sogenannten Enmannschen Kaisergeschichte zurück, eines verlorenen Geschichtswerkes des 4. Jahrhunderts n. Chr.

## Schriften
- Über die Quellen der sicilischen Geschichte bei Pompejus Trogus, Dorpat, Universität, Magister-Arbeit, 1880
- Untersuchungen über die Quellen des Pompejus Trogus für die griechische und sicilische Geschichte. Von der hist.-philologischen Facultät der Kaiserlichen Universität Dorpat ... gekrönte ... Preisschrift, Dorpat 1880
- Eine verlorene Geschichte der römischen Kaiser und das Buch De viris illustribus urbis Romae. Quellenstudien, in: Philologus, Supplement-Band 4, 1884, S. 338–510.
- Kritische Versuche zur ältesten griechischen Geschichte: 1. Kypros und der Ursprung des Aphroditekultus, St. Petersburg 1887 (= Dorpat, Universität, Dissertation, 1887)
- Zur römischen Königsgeschichte, St. Petersburg 1892
- Die neuentdeckte archaische Inschrift des römischen Forums, in: Bulletin de l'Académie Imperiale des sciences de St.-Petersburg 11, 1899, Nr. 5
- Die älteste Redaktion der Pontifikalannalen, in: Rheinisches Museum für Philologie 57, 1902, S. 517-